# جراحة القلب
جراحة القلب هي الجراحة التي يجريها جراحو القلب على عضلة القلب أو الأوعية الكبيرة أو الغشاء التامورى المحيط بالقلب وتعتبر جراحة القلب جزء من جراحات الصدر وتنقسم عادة إلى قسمين كبيرين هما جراحة القلب المغلق وجراحة القلب المفتوح ويستند الفرق في التصنيف بين هذين القسمين إلى عدم الحاجة أو الحاجة إلى استخدام ماكينة القلب والرئة الصناعي في العملية على الترتيب.

## اكتشافها واستخدامها

### القرن التاسع عشر
أجريت أولى العمليات على التامور (الغشاء الذي يحيط بالقلب) في القرن التاسع عشر وقام بها فرانسيسكو روميرو (1801) في مدينة المرية (إسبانيا)، دومينيك جان لاري (1810)، هنري دالتون (1891)، ودانيال ويليام وليامز (1893). أجريت أول عملية جراحية على القلب نفسه بواسطة أكسل كابيلين في 4 سبتمبر 1895 في مستشفى ريكشوسبيتاليت في كريستيانيا، وهي الآن أوسلو. قام كابيلين بربط شريان تاجي ينزف لرجل يبلغ من العمر 24 عامًا تعرض للطعن في الإبط الأيسر وكان في صدمة عميقة عند الوصول. تم الوصول من خلال استئصال الضلع الأيسر. استيقظ المريض وبدا بخير لمدة 24 ساعة لكنه أصيب بالحمى وتوفي بعد ثلاثة أيام من الجراحة بسبب التهاب المنصف.

### القرن العشرين
أصبحت العمليات الجراحية على الأوعية الدموية الكبرى (على سبيل المثال، رأب تضيق الأبهر، إنشاء تحويلة بلالوك-توسيغ، إغلاق قناة الشريان المفتوح) شائعة بعد مطلع القرن. ومع ذلك، ظلت عمليات صمامات القلب غير معروفة إلى أن نجح الدكتور هنري سوتار في عام 1925 بإجراء عملية جراحية على الصمام التاجي لأحدي الشابات المصابات بالضيق. قام الدكتور سوتار بعمل فتحة في زائدة الأذين الأيسر وأدخل إصبعه من أجل جس واستكشاف الصمام التاجي التالف. على الرغم من بقاء المريضة على قيد الحياة لعدة سنوات، إلا أن زملاء الدكتور سوتار اعتبروا الإجراء غير مبرر، ولم يتمكن من الاستمرار.
في 29 نوفمبر 1944، قام كل من ألفريد بلالوك، هيلين تاسيغ، وفيفيان توماس بإجراء أول عملية جراحية قلبية للأطفال ناجحة في مستشفى جونز هوبكنز على طفلة تبلغ من العمر عام واحد مصابة برباعية فالو.
جراحة القلب تغيرت بشكل ملحوظ بعد الحرب العالمية الثانية. في عام 1947، أجرى توماس سيلورز من مستشفى ميدلسكس في لندن عملية جراحية على مريض رباعية فالوت يعاني من تضيق رئوي وقام بنجاح بتقسيم الصمام الرئوي الضيق. في عام 1948، استخدم روسيل بروك، ربما غير مدرك لعمل سيلورز، موسعًا مصممًا خصيصًا في ثلاث حالات من تضيق الصمام الرئوي. في وقت لاحق من ذلك العام، صمم لكمة لاستئصال قمع ضيق، والذي يرتبط غالبًا برباعية فالوت. تم إجراء العديد من عمليات الفتح هذه حتى أدى إدخال مجاز القلب الرئوي إلى إمكانية إجراء جراحة مباشرة على الصمامات.
كذلك في عام 1948، أجرى أربعة جراحين عمليات ناجحة لاستئصال الصمام التاجي (الميترالي) نتيجة الحمى الروماتيزمية. استخدم هوراس سميثي من شارلوت أداة استئصال الصمام لإزالة جزء من الصمام التاجي (الميترالي) لمريض، بينما تبنى ثلاثة أطباء آخرون - تشارلز بيلي من مستشفى جامعة هانيمان في فيلادلفيا؛ دوايت هاركن في بوسطن؛ ورسل بروك من مستشفى غاي في لندن - طريقة سوتار. بدأ الرجال الأربعة جميعًا عملهم بشكل مستقل عن بعضهم البعض خلال فترة زمنية قليلة. في هذه المرة، تم اعتماد تقنية سوتار على نطاق واسع، مع بعض التعديلات.
أجرى الجراح الرئيسي الدكتور فريد جون لويس (بمساعدة الدكتور سي والتون ليليهي) أول تصحيح داخل القلب لعيوب خلقية في القلب باستخدام انخفاض درجة الحرارة بنجاح في جامعة مينيسوتا يوم 2 سبتمبر 1952. في عام 1953، أجرى ألكسندر ألكساندروفيتش فيشنفسكي أول عملية جراحة قلبية تحت تأثير التخدير الموضعي. في عام 1956، أجرى الدكتور جون كارتر كالاغان أول عملية جراحة قلب مفتوح موثقة في كندا.
أصبحت جراحة القلب ممكنة في أواسط القرن العشرين، وكانت أهم مساهمة علمية تقنية هي اختراع آلة القلب والرئة، ويمكن بواسطتها تحويل الدورة الدموية عن القلب، مما يتيح للجراح أن يواصل جراحته على القلب وهو في حالة سكون وفراغ من الدم، وتريح الآلة القلب والرئتين من عبئ ضخ الدم وإشباعه بالأكسجين، بالإضافة إلى تطور الأدوية المثبطة للمناعة ورفض الأجسام الغريبة، وإمكانية هبط الحرارة أثناء العملية. وتجرى حالياً على القلب عمليات كثيرة؛ كتبديل الصمامات، وحتى تبديل القلب وزرع قلب من إنسان آخر، أو زرع قلب اصطناعي بالإضافة إلى جراحة الشرايين الكبيرة كالأبهر، واعتلالات القلب المكتسبة التي تؤدي إلى تضيق في الصمامات، أو الأوعية الدموية.

## اقرأ أيضاً
- فرانسيسكو روميرو (جراح): أول من قام بجراحة قلب موثقة.
- جهاز القلب والرئتين
- رئة اصطناعية